# Соционика
Социо́ника — псевдонаучная концепция типов личности и взаимоотношений между ними. Создана в 1970-х годах в СССР экономистом Аушрой Аугустинавичюте на основе типологии Юнга и теории информационного метаболизма А. Кемпинского. В отличие от общепринятых в науке взглядов на возрастную изменчивость психики человека, соционика постулирует наличие неизменяемых в течение жизни 16 психологических типов. Вопрос существования типов личности современная наука считает крайне спорным. Популярность соционики в определённой степени объясняется эффектом Барнума (Форера).
Независимые авторы указывают на недостаточную эмпирическую обоснованность соционики как в её основе, так и в дальнейшем развитии, а также на практическое отсутствие исследований по соционике за пределами бывшего СССР. В обзоре литературы по состоянию на 2013 год упомянуты лишь несколько работ не на русском языке, в основном принадлежащих авторам из бывшего СССР. Приведена лишь одна книга (на болгарском), на фоне многочисленных публикаций на русском (только диссертаций свыше ста). На Западе созвучное по звучанию русскому слову «соционика» (англ. socionics, нем. Sozionik) используется для обозначения междисциплинарных исследований в области распределённых систем искусственного интеллекта и их приложениям к социологии. Также на Западе популярна схожая, но не идентичная концепция — Типология Майерс — Бриггс.

## Предмет изучения
Определения предмета соционики противоречивы, диапазон мнений широк, множество авторов соционических и околосоционических работ ведут полемику друг с другом.
Диапазон мнений:
1. Соционика — одна из многих психологических типологий личности[17][18][19], вариант типологии Юнга, чаще всего её при этом сравнивают с типологией Майерс — Бриггс (MBTI)[20][21];
2. Соционика — типология коллективов, групп людей[22][23] и целых народов[24][25];
3. Соционика — «информационная физика и физика сознания»[11], в предмет соционики включают «информационные взаимодействия технических устройств»[26].

### Соционика как типология личности
Соционическая типология рассматривается наравне с другими типологиями личности в некоторых учебниках для вузов и книгах по психологии.
По мнению ряда социоников, соционическая типология полностью согласуется с юнговской и следует из неё, в отличие от типологии Майерс-Бриггс, отклонившейся от типологии Юнга ввиду переставленных в ней у интровертированных типов позиций доминантной и вспомогательной психических функций. По мнению других социоников, говорить о «полной согласуемости с первоисточником» некорректно: и в соционике, и в типологии Майерс-Бриггс по сравнению с оригинальной типологией Юнга произошла трансформация терминов.

## Статус соционики
Соционика является псевдонаукой, Комиссия по борьбе с лженаукой РАН поставила соционику в ряд таких общеизвестных псевдонаук, как астрология и гомеопатия.
В наиболее смелых оценках сторонники соционики считают её самостоятельной дисциплиной, выходящей за рамки психологии, однако при этом дают совершенно разные определения её предмета — её называют «междисциплинарной наукой, лежащей на стыке психологии, информатики и социологии», «отраслью знаний, изучающей процессы, происходящие в обществе» и даже «информационной бионикой».
По мнению д. псих. н. С. А. Богомаза, для выделения соционики в отдельную науку нет оснований. Он рассматривает соционическую типологию как отечественный вариант постъюнговской типологии, похожий на типологию Майерс — Бриггс. Построение теории интертипных отношений Богомаз считает несомненным вкладом Аугустинавичюте в развитие типологии Юнга, отмечая в то же время, что в соционике мало экспериментальных данных, отсутствует эмпирическая проверка многих положений, и есть много бессистемных псевдонаучных публикаций, дискредитирующих соционику.
А. Г. Шмелёв отмечает высочайшую популярность книг по соционике на русском языке, связывая её с запросом российского общества на ясную и яркую типологию индивидуальности. Он пишет, что авторы книг по соционике в своей типологии не используют экспериментально-научную аргументацию, но апеллируют к литературно-художественным ассоциациям, и что соционика сильно уступает как аргументированно критикуемой типологии Майерс — Бриггс, так и более строго научной дифференциальной психологии.
Австрийские социологи Г. Финк и Б. Майрхофер в работе по кросс-культурному менеджменту 2009 года упомянули соционику, как локальную для территории бывшего СССР типологию, похожую на типологию Майерс — Бриггс.
Политолог В. Кручинин полагает преждевременным и неоправданным принятие методологии соционики и её недоказанных гипотез в качестве достоверного рабочего инструмента. По его мнению, в методологии соционики существует ряд проблем, в частности, отсутствие единой школы методик тестирования, глубокая субъективность способов определения соционических типов и невоспроизводимость результатов.
Философ П. Монастырский приводит соционику как пример умозрительной концепции: из-за отсутствия объективных критериев типирования и отсутствии научной проверки у категорий соционики она является не наукой, но областью исследования. Артемий Магун, рассматривающий состояние российских университетов, указывает на возникновение в них новых «экзотических», «причудливых» и «эндемичных» дисциплин — таких как синергетика, имиджеология, акмеология и соционика, — связывая это с общим кризисом высшего образования в постсоветской России и, в особенности, с изолированностью постсоветской традиции социального знания от мировой науки, результатом чего является нехватка взаимной критики концепций в этой области.

### Распространённость соционики
Латвийская исследовательница Л. Зилите в своём обзоре сходств и различий MBTI и соционики на основе анализа большого количества авторов работ по этим теориям отмечает, что соционика распространена в России и на Украине, выделяя три главные школы соционики: киевскую (А. В. Букалов, В. В. Гуленко, В. Д. Ермак, Г. А. Шульман и др.), новосибирскую (Е. С. Филатова, Н. Р. Якушина и др.) и петербургскую (В. Миронов, Г. Рейнин и др.). Согласно Блутнеру и Хохнадель, соционика в основном используется в России и странах Восточной Европы, а несколько похожая на неё постъюнговская типология Майерс — Бриггс используется больше в США и Западной Европе, при этом соционика имеет ряд отличий от типологии Майерс — Бриггс, включая наличие теории взаимодействий или отношений между типами.
Г. Финк и Б. Майрхофер в 2009 году отмечали, что соционика не рассматривается в известной им литературе по менеджменту.
Филолог Т. Л. Абашкина в работе о психологической терминологии полагает, что широкая популярность в обществе таких псевдонаук, как соционика, астрология и гомеопатия в определённой степени объясняется «эффектом Барнума» — особенностью человека доверять описанию своей личности и оценкам общего характера в случае, когда он доверяет источнику информации. Биолог А. Ю. Панчин, член Комиссии по борьбе с лженаукой РАН, также считает, что астрологи, хироманты и сторонники соционики в своей деятельности используют эффект Барнума (Форера).

## Основы соционики
Соционика была сформулирована в начале 1970-х годов литовским экономистом и социологом Аушрой Аугустинавичюте и изложена в её работе 1980 года «О дуальной природе человека». Основным материалом для создания соционики послужило творческое прочтение работы Юнга «Психологические типы». При этом сам Юнг предупреждал об ошибочности использования его работы как основы для (классификации) «навешивания на людей ярлыков».
Аугустинавичюте также заимствовала концепцию «информационного метаболизма» из статьи Антона Кемпиньского, использовав образное сравнение автора о том, что психика «питается» информационными «сигналами», и осуществляет таким образом «информационный метаболизм», причём одни сигналы — полезны, а другие — вредны, «истощают психику». Однако среди социоников существует мнение, что Кемпиньский употреблял понятие «информационного метаболизма» в ином смысле, чем оно понимается в соционике.

Основные психические функции по Юнгу:

### Типология Юнга
Швейцарский психиатр Карл Густав Юнг ввёл в психологию понятия «психических функций» (характеристики индивидуальных психических процессов), которые в комбинации с его же «психическими установками» позволяют описать различные «типы личности».
Юнг не предназначал свою типологическую систему для классификации людей в психологии. Он считал её, во-первых, инструментом исследователя для упорядочивания бесконечно разнообразного психологического опыта, его классификации в некоем подобии координатной шкалы («тригонометрической сетки» — пишет Юнг). Во-вторых, типология для Юнга — это инструмент практического психолога, позволяющий на основе классификации пациентов и самого психолога выбирать наиболее действенные методы и избегать ошибок.
После Юнга были созданы несколько типологий личности, при этом у всех них есть общая проблема — вопрос, существуют ли психические типы в действительности, и связанный с ним вопрос о воспроизводимости типирования во времени (устойчивости определения типа при повторном тестировании по прошествии времени). Для методики MBTI воспроизводимость составляет 70—80 %.
В соционике дополнительно к проблемам других постюнговских типологий личности существует «проблема низкой сходимости» (невоспроизводимость) при определении типов разными методами, где совпадение составляет только 25 %, также добавляются умозрительность её понятий и отсутствие общего представления о них среди социоников.

### Психические функции в соционике
| Основная функция                                    | Название в соционике | Интроверсия / экстраверсия | Название в соционике | Название в соционике    |
| Мышление                                            | Логика               | экстравертная              |                      | «деловая логика»        |
| Мышление                                            | Логика               | интровертная               |                      | «структурная логика»    |
| Чувство                                             | Этика                | экстравертная              |                      | «этика эмоций»          |
| Чувство                                             | Этика                | интровертная               |                      | «этика отношений»       |
| Ощущение                                            | Сенсорика            | экстравертная              |                      | «волевая сенсорика»     |
| Ощущение                                            | Сенсорика            | интровертная               |                      | «сенсорика ощущений»    |
| Интуиция                                            | Интуиция             | экстравертная              |                      | «интуиция возможностей» |
| Интуиция                                            | Интуиция             | интровертная               |                      | «интуиция времени»      |
| — «рациональные» функции — «иррациональные» функции |                      |                            |                      |                         |

«Психические функции», которые у Юнга были количественными характеристиками психических процессов, А. Аугустинавичюте назвала «вариантами информационного метаболизма», и высказала гипотезу, что для восприятия окружающего мира психика человека использует восемь дискретных «соционических функций», каждая из которых воспринимает один определённый «аспект» информации, поступающей из окружающего мира. Поэтому в соционике развитость той или иной «соционической функции» соответствует способности человека разбираться в соответствующих аспектах окружающего мира.
Эти функции, по Аугустинавичюте, представляют собой элементы психики, с помощью которых человек взаимодействует с соответствующими «информационными аспектами» окружающего мира. По способу идентификации они полностью соответствуют «восьми наглядным психическим типам» Юнга (см. таблицу).
Аугустинавичюте также внесла изменения в терминологию Юнга: вместо названий «мышление» и «чувство» используются термины «логика» и «этика», а вместо «ощущение» — «сенсорика», и ввела для функций графические обозначения:

Несколько слов о происхождении графических символов:
Сенсорику мы обозначили кружком , фигурой, которая создаёт впечатление наиболее полного соприкосновения со всем внешним миром. Интуицию — треугольником , который отлично вписывается в круг. Логика и этика — это внешняя форма и внутреннее содержание одного и того же процесса. Поэтому если логику обозначили квадратом , как символом строгости мышления, то для внутренней стороны того же явления эмоционального накала нужно подобрать символ, помещающийся в квадрате. Так появился квадрат без угла .
— Аушра Аугустинавичюте. О дуальной природе человека

### Соционический тип
В отличие от теории Юнга, в соционике считается, что одна из психических функций всегда является господствующей и отчасти подавляет остальные. Тогда, с учётом «дополнительной» функции, «восемь наглядных психических типов» Юнга дают шестнадцать «соционических типов» (типов «информационного метаболизма», ТИМ). Среди социоников не существует однозначного понимания, чем является «тип информационного метаболизма», а отсутствие объективных критериев определения соционического типа является основной проблемой соционики.
Разными социониками было предложено несколько систем обозначений типов. Соционик В. Гуленко выделил две группы таких систем:
- «Персонажные» и «исторические» названия — псевдонимы, названные по именам известных исторических личностей или литературных персонажей, которые, как считают некоторые, относятся к соответствующим типам.
- Характеристические обозначения — псевдонимы, указывающие на выраженные черты социотипов и (или) предпочтительную профессиональную принадлежность.

| Основная функция       | Дополнительная функция | Интроверсия / экстраверсия | Название в соционике                   | Название в соционике | Псевдонимы                       |
| Мышление («логика»)    | Ощущение («сенсорика») | экстраверт                 | Логико-сенсорный экстраверт (ЛСЭ)      |                      | «Штирлиц», «Администратор»       |
| Мышление («логика»)    | Ощущение («сенсорика») | интроверт                  | Логико-сенсорный интроверт (ЛСИ)       |                      | «Максим Горький», «Инспектор»    |
| Мышление («логика»)    | Интуиция               | экстраверт                 | Логико-интуитивный экстраверт (ЛИЭ)    |                      | «Джек Лондон», «Предприниматель» |
| Мышление («логика»)    | Интуиция               | интроверт                  | Логико-интуитивный интроверт (ЛИИ)     |                      | «Робеспьер», «Аналитик»          |
| Чувство («этика»)      | Ощущение («сенсорика») | экстраверт                 | Этико-сенсорный экстраверт (ЭСЭ)       |                      | «Гюго», «Энтузиаст»              |
| Чувство («этика»)      | Ощущение («сенсорика») | интроверт                  | Этико-сенсорный интроверт (ЭСИ)        |                      | «Драйзер», «Хранитель»           |
| Чувство («этика»)      | Интуиция               | экстраверт                 | Этико-интуитивный экстраверт (ЭИЭ)     |                      | «Гамлет», «Наставник»            |
| Чувство («этика»)      | Интуиция               | интроверт                  | Этико-интуитивный интроверт (ЭИИ)      |                      | «Достоевский», «Гуманист»        |
| Ощущение («сенсорика») | Мышление («логика»)    | экстраверт                 | Сенсорно-логический экстраверт (СЛЭ)   |                      | «Жуков», «Маршал»                |
| Ощущение («сенсорика») | Мышление («логика»)    | интроверт                  | Сенсорно-логический интроверт (СЛИ)    |                      | «Габен», «Мастер»                |
| Ощущение («сенсорика») | Чувство («этика»)      | экстраверт                 | Сенсорно-этический экстраверт (СЭЭ)    |                      | «Наполеон», «Политик»            |
| Ощущение («сенсорика») | Чувство («этика»)      | интроверт                  | Сенсорно-этический интроверт (СЭИ)     |                      | «Дюма», «Посредник»              |
| Интуиция               | Мышление («логика»)    | экстраверт                 | Интуитивно-логический экстраверт (ИЛЭ) |                      | «Дон Кихот», «Искатель»          |
| Интуиция               | Мышление («логика»)    | интроверт                  | Интуитивно-логический интроверт (ИЛИ)  |                      | «Бальзак», «Критик»              |
| Интуиция               | Чувство («этика»)      | экстраверт                 | Интуитивно-этический экстраверт (ИЭЭ)  |                      | «Гексли», «Советчик»             |
| Интуиция               | Чувство («этика»)      | интроверт                  | Интуитивно-этический интроверт (ИЭИ)   |                      | «Есенин», «Лирик»                |

Согласно концепции А. Аугустинавичюте, все 16 типов в совокупности образуют целостную информационную систему — «социон», целостность которого обусловливается информационными взаимодействиями между ними.

## Информационная модель психики (модель А)
Аугустинавичюте разработала информационную модель психики человека, которую назвала своим инициалом, «модель А». Использование «модели А», по мнению социоников, позволяет описать особенности восприятия мира и поведение представителей разных соционических типов и дать прогноз отношений между людьми.
По утверждению А. Аугустинавичюте «модель А» служит основой для теории интертипных отношений.

## Интертипные отношения
В отличие от MBTI, соционика — не только типология личности, но и теория отношений, возникающих в результате взаимодействия между типами людей.
А. Аугустинавичюте выделила особенности информационных взаимодействий между парами представителей соционических типов и назвала их «интертипными отношениями». Результат взаимодействия двух типов (характер интертипного отношения) у неё зависит от того, как расположены функции этих типов в «Модели А».
| Таблица интертипных отношений | Таблица интертипных отношений | Таблица интертипных отношений | Таблица интертипных отношений | Таблица интертипных отношений | Таблица интертипных отношений | Таблица интертипных отношений | Таблица интертипных отношений | Таблица интертипных отношений | Таблица интертипных отношений | Таблица интертипных отношений | Таблица интертипных отношений | Таблица интертипных отношений | Таблица интертипных отношений | Таблица интертипных отношений | Таблица интертипных отношений | Таблица интертипных отношений | Таблица интертипных отношений | Таблица интертипных отношений | Таблица интертипных отношений |
| --- | --- | --- | --- | --- | --- | --- | --- | --- | --- | --- | --- | --- | --- | --- | --- | --- | --- | --- | --- |
| Составлена В. Ляшкявичюсом, учеником А. Аугустинавичюте | | | | | | | | | | | | | | | | | | | |
| | I квадра | I квадра | I квадра | I квадра | | II квадра | II квадра | II квадра | II квадра | | III квадра | III квадра | III квадра | III квадра | | IV квадра | IV квадра | IV квадра | IV квадра |
| | ИЛЭ | СЭИ | ЭСЭ | ЛИИ | | ЭИЭ | ЛСИ | СЛЭ | ИЭИ | | СЭЭ | ИЛИ | ЛИЭ | ЭСИ | | ЛСЭ | ЭИИ | ИЭЭ | СЛИ |
| ИЛЭ «Дон Кихот» | Т | Д | А | З | | П | Р | дел | м | | СЭ | пп | квт | К | | п | р | ро | пД |
| СЭИ «Дюма» | Д | Т | З | А | | Р | П | м | дел | | пп | СЭ | К | квт | | р | п | пД | ро |
| ЭСЭ «Гюго» | А | З | Т | Д | | ро | пД | п | р | | квт | К | СЭ | пп | | дел | м | П | Р |
| ЛИИ «Робеспьер» | З | А | Д | Т | | пД | ро | р | п | | К | квт | пп | СЭ | | м | дел | Р | П |
| | | | | | | | | | | | | | | | | | | | |
| ЭИЭ «Гамлет» | п | р | ро | пД | | Т | Д | А | З | | П | Р | дел | м | | СЭ | пп | квт | К |
| ЛСИ «Максим Горький» | р | п | пД | ро | | Д | Т | З | А | | Р | П | м | дел | | пп | СЭ | К | квт |
| СЛЭ «Жуков» | дел | м | П | Р | | А | З | Т | Д | | ро | пД | п | р | | квт | К | СЭ | пп |
| ИЭИ «Есенин» | м | дел | Р | П | | З | А | Д | Т | | пД | ро | р | п | | К | квт | пп | СЭ |
| | | | | | | | | | | | | | | | | | | | |
| СЭЭ «Наполеон» | СЭ | пп | квт | К | | п | р | ро | пД | | Т | Д | А | З | | П | Р | дел | м |
| ИЛИ «Бальзак» | пп | СЭ | К | квт | | р | п | пД | ро | | Д | Т | З | А | | Р | П | м | дел |
| ЛИЭ «Джек Лондон» | квт | К | СЭ | пп | | дел | м | П | Р | | А | З | Т | Д | | ро | пД | п | р |
| ЭСИ «Драйзер» | К | квт | пп | СЭ | | м | дел | Р | П | | З | А | Д | Т | | пД | ро | р | п |
| | | | | | | | | | | | | | | | | | | | |
| ЛСЭ «Штирлиц» | П | Р | дел | м | | СЭ | пп | квт | К | | п | р | ро | пД | | Т | Д | А | З |
| ЭИИ «Достоевский» | Р | П | м | дел | | пп | СЭ | К | квт | | р | п | пД | ро | | Д | Т | З | А |
| ИЭЭ «Гексли» | ро | пД | п | р | | квт | К | СЭ | пп | | дел | м | П | Р | | А | З | Т | Д |
| СЛИ «Габен» | пД | ро | р | п | | К | квт | пп | СЭ | | м | дел | Р | П | | З | А | Д | Т |
| Сокращения: | | | | | | | | | | | | | | | | | | | |
| - Т — тождественные отношения - Д — дуальные отношения - А — отношения активации - З — Зеркальные отношения - ро — родственные отношения - пД — полудуальные отношения - дел — деловые отношения - м — миражные отношения                                                                                        | - Т — тождественные отношения - Д — дуальные отношения - А — отношения активации - З — Зеркальные отношения - ро — родственные отношения - пД — полудуальные отношения - дел — деловые отношения - м — миражные отношения | - Т — тождественные отношения - Д — дуальные отношения - А — отношения активации - З — Зеркальные отношения - ро — родственные отношения - пД — полудуальные отношения - дел — деловые отношения - м — миражные отношения | - Т — тождественные отношения - Д — дуальные отношения - А — отношения активации - З — Зеркальные отношения - ро — родственные отношения - пД — полудуальные отношения - дел — деловые отношения - м — миражные отношения | - Т — тождественные отношения - Д — дуальные отношения - А — отношения активации - З — Зеркальные отношения - ро — родственные отношения - пД — полудуальные отношения - дел — деловые отношения - м — миражные отношения | - Т — тождественные отношения - Д — дуальные отношения - А — отношения активации - З — Зеркальные отношения - ро — родственные отношения - пД — полудуальные отношения - дел — деловые отношения - м — миражные отношения | - Т — тождественные отношения - Д — дуальные отношения - А — отношения активации - З — Зеркальные отношения - ро — родственные отношения - пД — полудуальные отношения - дел — деловые отношения - м — миражные отношения | - Т — тождественные отношения - Д — дуальные отношения - А — отношения активации - З — Зеркальные отношения - ро — родственные отношения - пД — полудуальные отношения - дел — деловые отношения - м — миражные отношения | - СЭ — отношения суперэго - квт — отношения квазитождества - пп — отношения полной противоположности - К — конфликтные отношения - П — отношения заказа (В заголовке строки — заказчик) - п — отношения заказа (В заголовке строки — подзаказный) - Р — отношения ревизии (В заголовке строки — ревизор) - р — отношения ревизии (В заголовке строки — подревизный) | - СЭ — отношения суперэго - квт — отношения квазитождества - пп — отношения полной противоположности - К — конфликтные отношения - П — отношения заказа (В заголовке строки — заказчик) - п — отношения заказа (В заголовке строки — подзаказный) - Р — отношения ревизии (В заголовке строки — ревизор) - р — отношения ревизии (В заголовке строки — подревизный) | - СЭ — отношения суперэго - квт — отношения квазитождества - пп — отношения полной противоположности - К — конфликтные отношения - П — отношения заказа (В заголовке строки — заказчик) - п — отношения заказа (В заголовке строки — подзаказный) - Р — отношения ревизии (В заголовке строки — ревизор) - р — отношения ревизии (В заголовке строки — подревизный) | - СЭ — отношения суперэго - квт — отношения квазитождества - пп — отношения полной противоположности - К — конфликтные отношения - П — отношения заказа (В заголовке строки — заказчик) - п — отношения заказа (В заголовке строки — подзаказный) - Р — отношения ревизии (В заголовке строки — ревизор) - р — отношения ревизии (В заголовке строки — подревизный) | - СЭ — отношения суперэго - квт — отношения квазитождества - пп — отношения полной противоположности - К — конфликтные отношения - П — отношения заказа (В заголовке строки — заказчик) - п — отношения заказа (В заголовке строки — подзаказный) - Р — отношения ревизии (В заголовке строки — ревизор) - р — отношения ревизии (В заголовке строки — подревизный) | - СЭ — отношения суперэго - квт — отношения квазитождества - пп — отношения полной противоположности - К — конфликтные отношения - П — отношения заказа (В заголовке строки — заказчик) - п — отношения заказа (В заголовке строки — подзаказный) - Р — отношения ревизии (В заголовке строки — ревизор) - р — отношения ревизии (В заголовке строки — подревизный) | - СЭ — отношения суперэго - квт — отношения квазитождества - пп — отношения полной противоположности - К — конфликтные отношения - П — отношения заказа (В заголовке строки — заказчик) - п — отношения заказа (В заголовке строки — подзаказный) - Р — отношения ревизии (В заголовке строки — ревизор) - р — отношения ревизии (В заголовке строки — подревизный) | - СЭ — отношения суперэго - квт — отношения квазитождества - пп — отношения полной противоположности - К — конфликтные отношения - П — отношения заказа (В заголовке строки — заказчик) - п — отношения заказа (В заголовке строки — подзаказный) - Р — отношения ревизии (В заголовке строки — ревизор) - р — отношения ревизии (В заголовке строки — подревизный) | - СЭ — отношения суперэго - квт — отношения квазитождества - пп — отношения полной противоположности - К — конфликтные отношения - П — отношения заказа (В заголовке строки — заказчик) - п — отношения заказа (В заголовке строки — подзаказный) - Р — отношения ревизии (В заголовке строки — ревизор) - р — отношения ревизии (В заголовке строки — подревизный) | - СЭ — отношения суперэго - квт — отношения квазитождества - пп — отношения полной противоположности - К — конфликтные отношения - П — отношения заказа (В заголовке строки — заказчик) - п — отношения заказа (В заголовке строки — подзаказный) - Р — отношения ревизии (В заголовке строки — ревизор) - р — отношения ревизии (В заголовке строки — подревизный) | - СЭ — отношения суперэго - квт — отношения квазитождества - пп — отношения полной противоположности - К — конфликтные отношения - П — отношения заказа (В заголовке строки — заказчик) - п — отношения заказа (В заголовке строки — подзаказный) - Р — отношения ревизии (В заголовке строки — ревизор) - р — отношения ревизии (В заголовке строки — подревизный) | - СЭ — отношения суперэго - квт — отношения квазитождества - пп — отношения полной противоположности - К — конфликтные отношения - П — отношения заказа (В заголовке строки — заказчик) - п — отношения заказа (В заголовке строки — подзаказный) - Р — отношения ревизии (В заголовке строки — ревизор) - р — отношения ревизии (В заголовке строки — подревизный) |
| Пояснение: для определения интертипных отношений представителя одного ТИМ к представителю другого ТИМ, по таблице находим строку первого ТИМ по заголовкам в левом столбце, и столбец второго ТИМ по заголовкам в верхней строчке. Пересечение найденных строки и столбца покажет искомое интертипное отношение. | | | | | | | | | | | | | | | | | | | |

### Дуальные отношения
А. Аугустинавичюте ввела термин «дуальные отношения», для которых определила 8 пар. Состоящие в дуальных отношениях партнёров она назвала «дуалами» или дуальными партнёрами, которые обладают противоположными свойствами и так дополняют друг друга. А. Аугустинавичюте сделала «дуальные отношения» одной из основных концепций соционики, где они являются проявлением психологической совместимости.
Дуальные отношения в соционике характеризуются взаимной выгодой и поддержкой, рассматриваются как оптимальные для дружбы, близости и заключения брака (хотя социотип не единственный фактор, определяющий удачность взаимодействия). В соционике это самые важные отношения
Соционики отмечают, что из-за фундаментальных теоретических проблем соционики при определении соционического типа человека имеется большой разброс результатов у разных типирущих специалистов по соционике. Из этого возникают сложности на пути формирования дуальных семей, дуальные отношения редки и плохо исследованы. В связи с этим дуальные отношения подвергаются идеализации среди приверженцев соционики.

### Проверки теории интертипных отношений
С. А. Богомаз в 2000 году отметил, что теория интертипных отношений не проходила серьёзной экспериментальной проверки.
А. А. Полозов проверял гипотезу о том, какие отношения оптимальны для командных игровых видов спорта, и пришёл к выводам, частично противоречащим соционической теории.
А. В. Малишевский с соавторами изучали влияние интертипных отношений на продуктивность авиационного персонала. Выводы исследований также частично противоречат теории, наилучший уровень корреляции продуктивности с характером интертипных отношений составил 0,11.

## Признаки Рейнина
В 1984 г. математик Григорий Рейнин предложил не 4, а 15 признаков, в связи с чем они и получили его имя. «Признаки Рейнина» использованы при соционическом типировании только в некоторых школах соционики.
Критики признаков Рейнина (Д. и М. Лытовы, В. Ермак, С. Кельганкин) отмечают, что в данной гипотезе произошёл пересмотр ряда базовых соционических понятий, а также критикуют эмпирические исследования признаков Рейнина за методологическую некорректность. Тем не менее, в соционике немало их сторонников, несмотря на существенные отличия в их понимании разными школами и недостаточность доказательной базы.

## Методы определения типа
Основной проблемой соционики является отсутствие объективных критериев определения соционического типа.
Можно выделить следующие основные подходы к определению социотипа:

По способу получения информации

- Тесты
- Интервью
- Эксперимент. Метод эксперимента используется при создании специальных условий, постановке реальной задачи, которую должен решить типируемый. При этом эксперты наблюдают за реакциями, действиями, принимаемыми решениями и делают вывод о способе обработки информации типируемого. (В. Гуленко «Признак „аристократы — демократы“: проверка гипотезы в полевом эксперименте»)
- Наблюдение (наблюдение за деятельностью человека или группы; за поступками, реакциями типируемого; наблюдение внешности). Особый вид этого метода — «образно-чувственное узнавание ТИМа» экспертом по первому впечатлению от типируемого (особенно по портретному сходству[66]).
- Изучение досье, включая документы, тексты, свидетельства очевидцев, дневниковые записи, результаты творчества, видеоматериалы, фотографии и т. д.

Идентификация состоит из этапов выдвижения гипотезы и верификации ТИМа
В процессе диагностики происходит процесс сравнения наблюдаемых проявлений человека с эталоном. На практике в соционике используются следующие «эталоны сравнения»:
- индивидуальный образ ТИМа психики (внешний вид, поведение, особенности движений, а также образ информационный, как модель реакций определённого ТИМ психики), который формируется в психике каждого эксперта при наблюдении за представителями различных ТИМов психики;
- описания типов, подтипов, акцентов типов и т. д., составленные разными авторами;
- дихотомии Юнга (логика-этика, интуиция-сенсорика, экстраверсия-интроверсия, рациональность-иррациональность);
- признаки Рейнина;
- модель А с описанием работы функций;
- модель А, дополненная параметрами размерностей и знаков функций;
- схема интертипных отношений;
- другие модели разных авторов (в том числе обобщённые графические портреты ТИМов, предложенные Екатериной Филатовой[66]).

В разных кругах используются различные совокупности методов диагностики, общепринятого метода диагностики социотипа в соционике нет.
Среди проблем применяемых методов определения типа Т. Н. Петрова выделяет следующие:
- существует вопрос отделения устойчивого и неизменного в психике человека, от динамики психических процессов, текущего состояния и влияния внешней среды на психику человека;
- специалист, проводящий диагностику, на основе наблюдений, бессознательно переносит собственный тип, субъективизируя оценку типа реципиента;
- диагностируемый человек не разбирается в свойствах своей психики, либо намеренно или бессознательно искажает свой психотип, пытаясь подстроиться под требования, предъявляемые к избранной профессии или должности.

### Тесты
Первые соционические тесты появились ещё в самом начале развития соционики. Сначала они работали по достаточно простому алгоритму выделения четырёх базовых дихотомий «логика-этика», «интуиция-сенсорика», «интроверсия-экстраверсия» и «иррациональность-рациональность». Кроме того, с конца 1980-х гг. соционики использовали опросники, составленные на основе типологии Майерс-Бриггс. В примерной образовательной программе РФ подготовки бакалавров по социологии за 2010 год, где соционическое типирование включается как один из методов социальной психологии, для определения соционического типа применяется опросник Майерс-Бриггс. Многие школы соционики утверждают о неполном соответствии типологии Майерс-Бриггс и соционической типологии, однако считают допустимым использование различных дихотомических тестов, включая различные адаптированные версии опросника Майерс-Бриггс, в качестве одного из инструментов, наряду с другими, для определения соционического типа.
В тесте Мегедь-Овчарова и Вайсбанда всего по 4 вопроса. Тест Вайсбанда несколько сложнее, так как в нём используется древовидная структура. Тест Гуленко построен аналогичным образом, хотя вопросов в нём уже около 70.
В последнее время появились более сложные опросники, которые учитывают больше параметров. Наиболее известные из них «Многофакторный Тест» (МТ) Д. и М. Лытовых и опросники В. Таланова (ПКЛ, ЛОГиТ, ЛОТ)
Вайсбанду принадлежит попытка разработать набор диагностических признаков, тестирование по которому предполагает подробное ознакомление со смыслом каждого из них. Этот тест граничит с методами анализа поведения.
Согласно результатам исследования Т. Н. Петровой, интертестовая сходимость при определении социотипа по тестам Гуленко, Кейрси и Мегедь — Овчарова составляет только 25 %, поэтому при определении типа она предлагает использовать не только тесты-вопросники, но и другие методики, в том числе проективные, «позволяющие уточнить слабо осознаваемые или сознательно искажаемые элементы информационного метаболизма».
Согласно П. Монастырскому, по общепринятому мнению точность тестовых методов в соционике — не более 60 %.

### Интервью
Соционическое интервью представляет собой беседу типирующего с типируемым. В ходе интервью типирующий по ответам типируемого производит определение соционического типа:
- оценивает степень выраженности ряда признаков ТИМ: предпочтения типируемого по каждой дихотомии (базиса Юнга), признаки Рейнина, принадлежность типируемого к малым группам, и другое;
- выявляет наличие/отсутствие индикаторов определённых параметров функций при обработке типируемым разных аспектов информации. Во всех 16 моделях ТИМа ни одна функция не повторяет другую своими тремя параметрами (размерность, знак и витальность/ментальность), и это позволяет соотнести набор параметров функции с определённым типом. Для выявления параметров функции в соционике разработаны индикаторы параметров функций.

Проблемами типирования по интервью является «низкая сходимость» (невоспроизводимость) определяемых типов между различными школами и отдельными социониками. Например, С. А. Богомаз указывает на проблему применения юнговских типологий, вытекающую из забвения того обстоятельства, что типология является моделью личности, а не поведения, в результате чего попытки типирования исходя из особенностей поведения приводят к катастрофически низкой сходимости (в приводимом им примере на конференции, посвящённой типологии Юнга, одному из исследователей за три дня было приписано 12 различных типов из 16 возможных, при этом его личное мнение о собственном типе не совпало ни с одним из этих вариантов).

## Комментарии
1. ↑  …в процессе информационного метаболизма каждый человек пользуется 8 элементами ИМ, каждый из которых отражает один из объективных аспектов окружающего мира.А. Аугустинавичюте «Дуальная природа человека»